# Barbara Kappel
Barbara Kappel (Reith im Alpbachtal, 16 febbraio 1965) è una politica austriaca, membro del Partito della Libertà Austriaco. Alle elezioni europee del 2014, è stata eletta dalla lista FPÖ per la VIII legislatura.

## Biografia
Barbara Kappel studia scienze economiche e sociali all'Università di Innsbruck e ottiene un dottorato in economia all'Università di Vienna.
È stata eletta al Parlamento economico della Camera di commercio di Vienna nel 2010. Si dimise nel 2014, dopo la sua elezione al Parlamento europeo nelle elezioni europee del 2014. Pertanto, fa parte dei membri non iscritti e quindi all'interno del gruppo dell'Europa delle Nazioni e delle Libertà dal giugno 2015 ed è membro della commissione per l'industria, la ricerca e l'energia, termina il suo mandato nel luglio 2019.